# Tangerhütte
Tangerhütte es un municipio situado en el distrito de Stendal, en el estado federado de Sajonia-Anhalt (Alemania), a una altitud de 40 metros. Su población a finales de 2015 era de unos 11 000 habitantes y su densidad poblacional, 37 hab/km².